# GenX
GenX是科慕公司为合成短链有机氟化合物，六氟环氧丙烯二聚酸（HFPO-DA）的铵盐注册的商标。在不正式场合中它也可以指用来生产GenX的一组有机氟化合物。杜邦公司于2009年开始商业发展GenX，目的是取代全氟辛酸（PFOA）。

## 用途
这些化学品用于诸如食物包装、油漆、清洁产品、不粘涂层、室外用布料和消防泡沫的产品。它们在北卡罗莱纳州费耶特维尔由杜邦分拆公司科慕公司制造。
GenX化学品可以取代全氟辛酸，制造如特氟龙的氟聚合物，因为全氟辛酸和有关的化合物被发现是有毒物质和致癌物。然而，在实验室测试中，GenX和全氟辛酸对大鼠导致的健康问题大致上都一样。

## 化学
制造过程将两个六氟环氧丙烯分子结合在一起，形成HFPO-DA。它再转化为铵盐，是狭义上的GenX化合物。
化学过程使用2,3,3,3-四氟-2-(七氟丙氧基)丙酸（FRD-903）生产2,3,3,3-四氟-2-(七氟丙氧基)丙酸铵（FRD-902）和七氟丙基-1,2,2,2-四氟乙基醚（E1）。
GenX遇水时会释放铵离子，成为HFPO-DA。因为HFPO-DA是强酸，它会去质子化形成其共轭碱。这个共轭碱可以在水中侦测。